# Jüdischer Friedhof (Landau in der Pfalz)

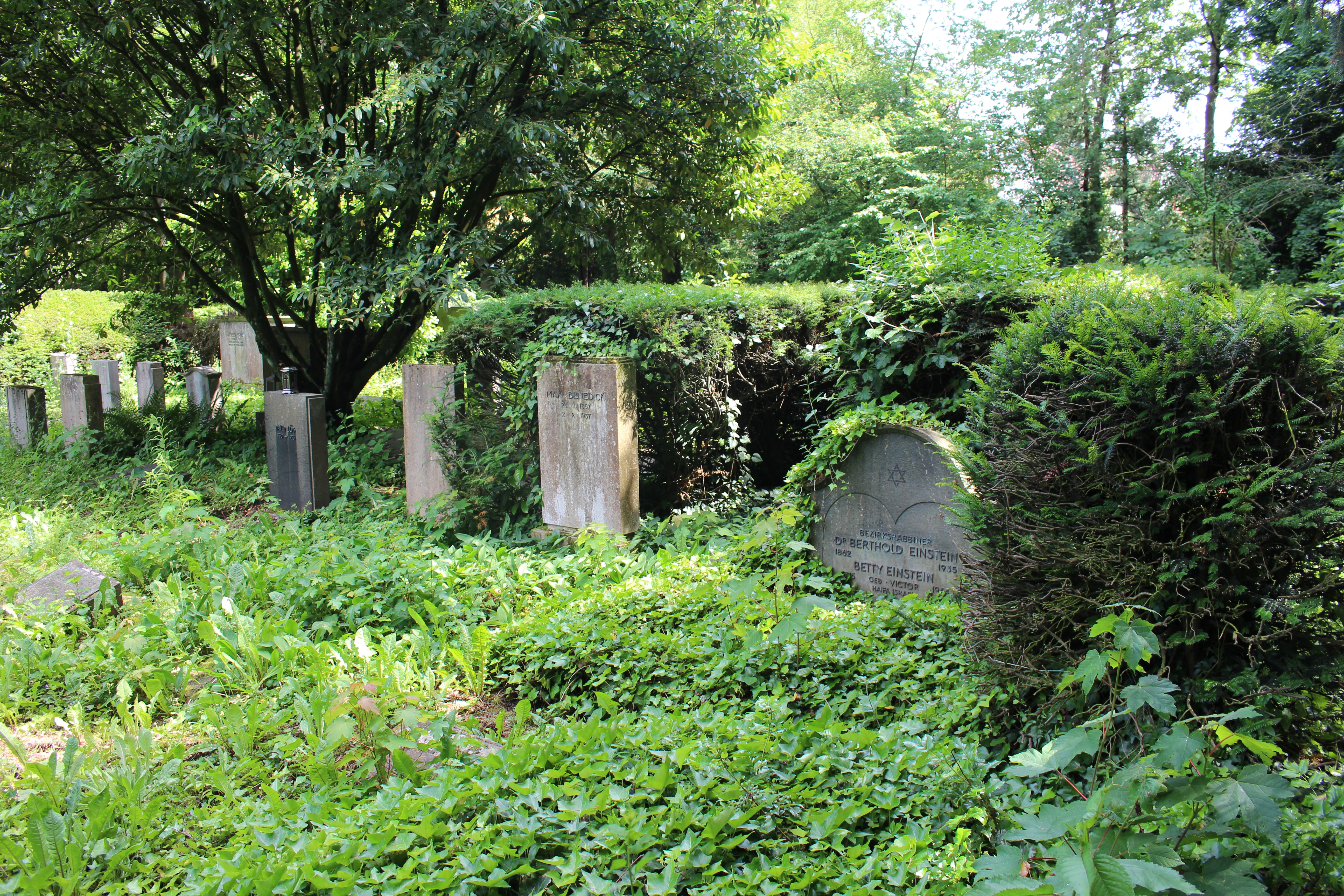
Jüdischer Friedhof in Landau/Pfalz

Der Jüdische Friedhof Landau ist ein jüdischer Friedhof in der kreisfreien Stadt Landau in der Pfalz in Rheinland-Pfalz. Er ist ein geschütztes Kulturdenkmal.
Der Friedhof, der 1845/46 angelegt und zweimal erweitert wurde, befindet sich im kommunalen Friedhof in der Zweibrücker Straße. Er wurde von 1846 bis 1990 belegt. Auf ihm befinden sich 825 Grabstätten, darunter zahlreiche spätklassizistische Stelen.